# Yannick Veilleux

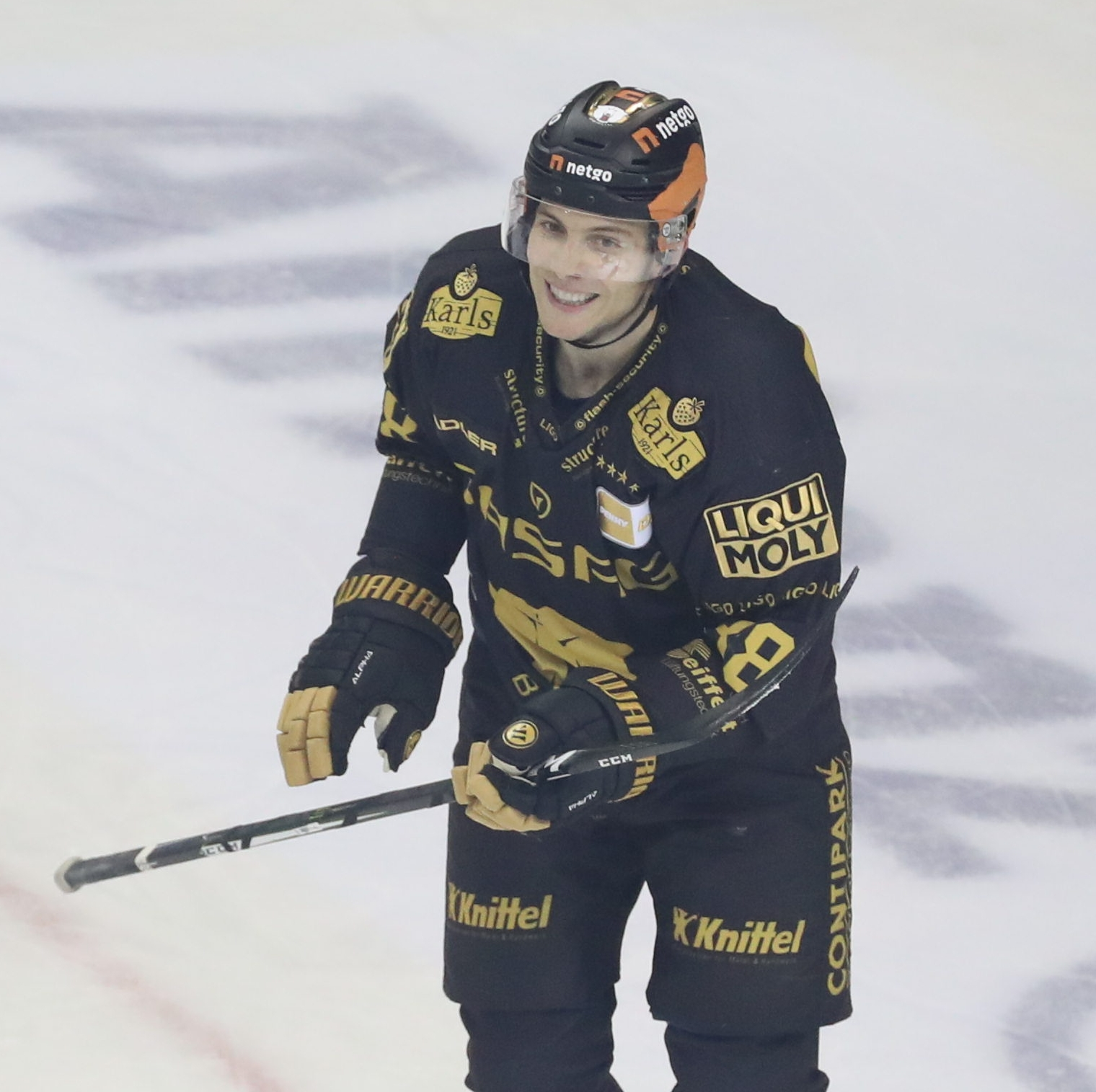
Yannick Veilleux (2021)

Yannick Veilleux, född 22 februari 1993, är en kanadensisk professionell ishockeyspelare (forward) som spelar för Eisbären Berlin i Deutsche Eishockey Liga.